# Cottle County
Cottle County är ett administrativt område i delstaten Texas, USA, med 1 505 invånare (2010). Den administrativa huvudorten (county seat) är Paducah. 

## Geografi
Enligt United States Census Bureau så har countyt en total area på 2 336 km². 2 334 km² av den arean är land och 3 km² är vatten. 

### Angränsande countyn
- Childress County - norr
- Hardeman County - nordost
- Foard County - öster
- King County - söder
- Motley County - väster
- Hall County - nordväst